# Momodora: Reverie Under the Moonlight
Momodora: Reverie Under the Moonlight é um jogo indie Metroidvania desenvolvido pelo estúdio brasileiro Bombservice e publicado pela Playism sobre direção de rdein. O jogo foi lançado originalmente em 4 de março de 2016 para Microsoft Windows. É o quarto jogo da franquia Momodora que começou em 2010 com Momodora I.